# Línea del Túa
La Línea del Túa es una conexión ferroviaria en ancho métrico (vía estrecha), que originalmente unía la estación de Túa (compartida con la Línea del Duero) a la estación de Braganza, en Portugal. La línea se encuentra actualmente en funcionamiento sólo en el tramo Cachão-Carvalhais, con una distancia de 16 km. bajo el nombre de Metropolitano Ligero de Mirandela.

## Características

### Descripción física
El longitud total de la línea es de 133,8 km.

### Servicios y material circulante
En 1982, se encontraban en circulación, en toda la extensión de esta línea, composiciones remolcadas por locomotoras de la CP Serie 9020. En 1989, circulaban entre las estaciones de Túa y Braganza, varios servicios de pasajeros, remolcados por locomotoras de la CP Serie 9020.

### MCLT
El MCLT - Movimiento Cívico por la línea del Túa, es un movimiento creado en octubre de 2006 en una reunión en Coímbra. Fruto de la alta inestabilidad de la política ferroviaria, en la cual todas las vías estrechas fueron marcadas para su cierre, hizo que sus fundadores avanzaran en la idea de un grupo de acción en pro de la divulgación y revitalización de la línea del Túa.
Ha desarrollado varias formas de protesta, además de exposiciones e intervenciones en eventos ligados al ferrocarril. Lanzó así mismo en este año la petición por la línea del Túa Viva, la cual reúne la voz de discordia de miles de ciudadanos por la eventual construcción de una presa y la consiguiente destrucción de la línea del Túa.

## Historia

### Construcción del tramo entre Túa y Mirandela
El concurso público para la instalación del ferrocarril entre Foz-Túa y Mirandela fue autorizado por una ley de 26 de abril de 1883, y abierto por un decreto de 29 de septiembre del mismo año; la garantía de pago fue fijada en un 5,5%, con un plazo de rescate durante los 15 años siguientes, debiendo la vía tener 1 metro de ancho. No obstante, no aparecieron empresas interesadas, por lo que un decreto de 22 de noviembre lanzó un nuevo concurso el 14 de diciembre, con condiciones de rescate más ventajosas, pues se había demostrado que había sido esta la razón del fracaso del primer concurso; solo apareció, no obstante, una propuesta, del Conde da Foz, que fue aceptado, siendo firmado el contrato provisional el 24 de diciembre. Después de haber sido autorizado por la ley de 26 de marzo del año siguiente, el contrato se convirtió en definitivo el 30 de junio; no obstante, la concesión fue traspasada a la Compañía Nacional de Ferrocarriles el 1 de octubre de 1885, habiendo esta empresa construido y abierto el tramo entre Foz-Túa y Mirandela, denominado Línea de Mirandela, a la explotación el 29 de septiembre de 1887.

### Tramo entre Mirandela y Braganza
En tanto ya se había iniciado la planificación para prolongar la línea, entre Mirandela y Braganza, porque iba a atenuar el problema de las vías de comunicación en esta región, que tenía una elevada importancia económica, debido su producción de ganado, cereales y minerales, especialmente estaño; con efecto, en 1902, ya tenían sido exportados, por el tramo abierto de la línea del Túa, hasta Mirandela, más de 4 millones de kilogramos de cereales por año. En 1900, el número de pasajeros en el tramo entre Túa y Mirandela fue de 33 928, valor que ascendió a 35 920 en 1901; en el mismo tramo, y transportadas en régimen de Alta Velocidad, 625 toneladas de carga se transportaron en 1900, y 694 toneladas en 1901, habiéndose verificado apenas una ligera reducción en el movimiento de mercancías a baja velocidad, de 26 153 toneladas en 1900, a 26 017 en 1901.
El estudio del Ferrocarril de Mirandella a Bragança, efectuado en 1888 por la Dirección de estudio de la Red Complementaria al Norte del Mondego, establecía un costo kilométrico de 19 680 reales; no obstante, este estudio tuvo que ser revisado, debido a alteraciones cambiantes, y al aumento de los costes de la mano de obra y de los materiales, resultando en un valor no inferior a 22 000 reales por kilómetro.
El ingeniero José Ferro Madureira Beça, que ejercía como diputado por el Distrito de Braganza, fue uno de los principales defensores de la continuación de la línea hasta Braganza, habiendo apoyado el ministro de Obras Públicas, José Gonçalves Pereira dos Santos, en la planificación de este proyecto; basado en una propuesta, realizada por Moses Zagury y presentada por Madureira Beça, fue abierto un concurso público, con una garantía del 4,5%. Este proceso, organizado por el consejo de Administración de los Ferrocarriles del Estado, terminó el día 14 de febrero de 1902, habiendo una única propuesta, del empresario João Lopes da Cruz, que pidió que el estado asegurase el complemento del rendimiento líquido del 4,5%, en relación con el precio kilométrico de 26 880 reales. En ese año, el gobernador civil de Braganza se desplazó hasta Lisboa, para hablar con el presidente del Consejo y con el Ministro de Obras Públicas, Comercio e Industria, con el propósito de apoyar la candidatura de João da Cruz, visto que fue el único proponente que se presentó; en este convenio, se habló de aprobar y legalizar la propuesta, lo que provocó varias manifestaciones de apoyo por todo el Distrito de Braganza, siendo realizado, en Macedo de Cavaleiros, un comicio de todos los partidos políticos, para la formación de una comisión que iría a pedir al Rey y al gobierno que las obras se iniciasen lo más rápidamente posible. Este proyecto también fue defendido por el valido del rey Eduardo José Coelho, que informó el ministro de Obras Públicas que el empresario João da Cruz tenía el apoyo de un importante grupo de inversores, y que esta línea supondría una mejora indispensable para todo el distrito. No obstante, este proceso provocó varias protestas por parte del autor de la propuesta original, Moses Zagury, y a pesar de que este no hubiese participado en el concurso; el ministro abrió entonces un nuevo concurso para eliminar cualquier sospecha de favoritismo. El empresario João Lopes de la Cruz fue, de nuevo, el único participante, habiéndole sido atribuida, de forma provisional la concesión; mientras que Madureira Beça procuraba reunir apoyos financieros para este proyecto, tarea que no pudo concluir debido a su fallecimiento.
El 24 de marzo, el Rey D. Carlos I, después de haber verificado los resultados del concurso efectuado en febrero, recusó las propuestas y ordenó que fuese abierto un nuevo concurso para este tramo, el día 15 de abril; donde la línea debería pasar por Macedo de Cavaleiros y terminar en Braganza, y que la empresa responsable de la construcción pudiese hacer su explotación durante 99 años.
La concesión provisional fue asignada a João Lopes da Cruz el 19 de abril, y se firmó oficialmente el 24 de mayo; no obstante, y tal y como ocurriera con el tramo hasta Mirandela, la Compañía Nacional de Ferrocarriles consiguió obtener la concesión el 30 de junio de 1903. Así, la línea llegó a Romeu el 2 de agosto de 1905, a Macedo de Cavaleiros el 15 de octubre, a Sendas el 18 de diciembre, a Rossas el 14 de agosto de 1906, y a Braganza el 31 de diciembre.

### La línea durante elSigloXX
Uno de los nueve participantes presentados en el Festival RTP de Canção de 1979 fue el tema "El comboi del Túa", interpretado por Florência, que recibió 63 puntos, quedando clasificado en octavo lugar.

### Declive y cierre
El tramo Carvalhais-Braganza se encuentra cerrado a todo el tráfico ferroviario desde 1992. Esta fecha está envuelta en controversia, ya que en diciembre de 1991 se cerró el tramo Mirandela-Macedo de Cavaleiros, dejando el tramo hasta Braganza aislado de la red ferroviaria nacional. Pocos días después, un descarrilamiento en Sortes vino a confirmar el cierre del tramo Macedo de Cavaleiros-Braganza, por un periodo indeterminado, confirmando finalmente el cierre en 1992.
La operación de cierre definitivo del tramo Mirandela-Braganza ocurrió durante la noche, sin aviso previo, y simultáneamente en Braganza y Macedo de Cavaleiros. Fue registrada la presencia de fuerzas policiales, para evitar al máximo la captación de imágenes, y así mismo apartar a la población, que al saber de la operación acudió a las estaciones de estas localidades. El material circulante estacionado en estas fue retirado por carretera. Se informó que en esa noche se produjo un corte súbito en las telecomunicaciones. Debido a estos acontecimientos, el evento es recordado como A Noite do Roubo.
Parte del trayecto de la línea del Túa se encuentra en este momento amenazado de verse tragado por las aguas del embalse previsto para la presa del Túa. Si se concretase la construcción, se vería sumergida parte de la línea, dejándola aislada del resto de la red nacional ferroviaria.

### Creación del Metro de Mirandela

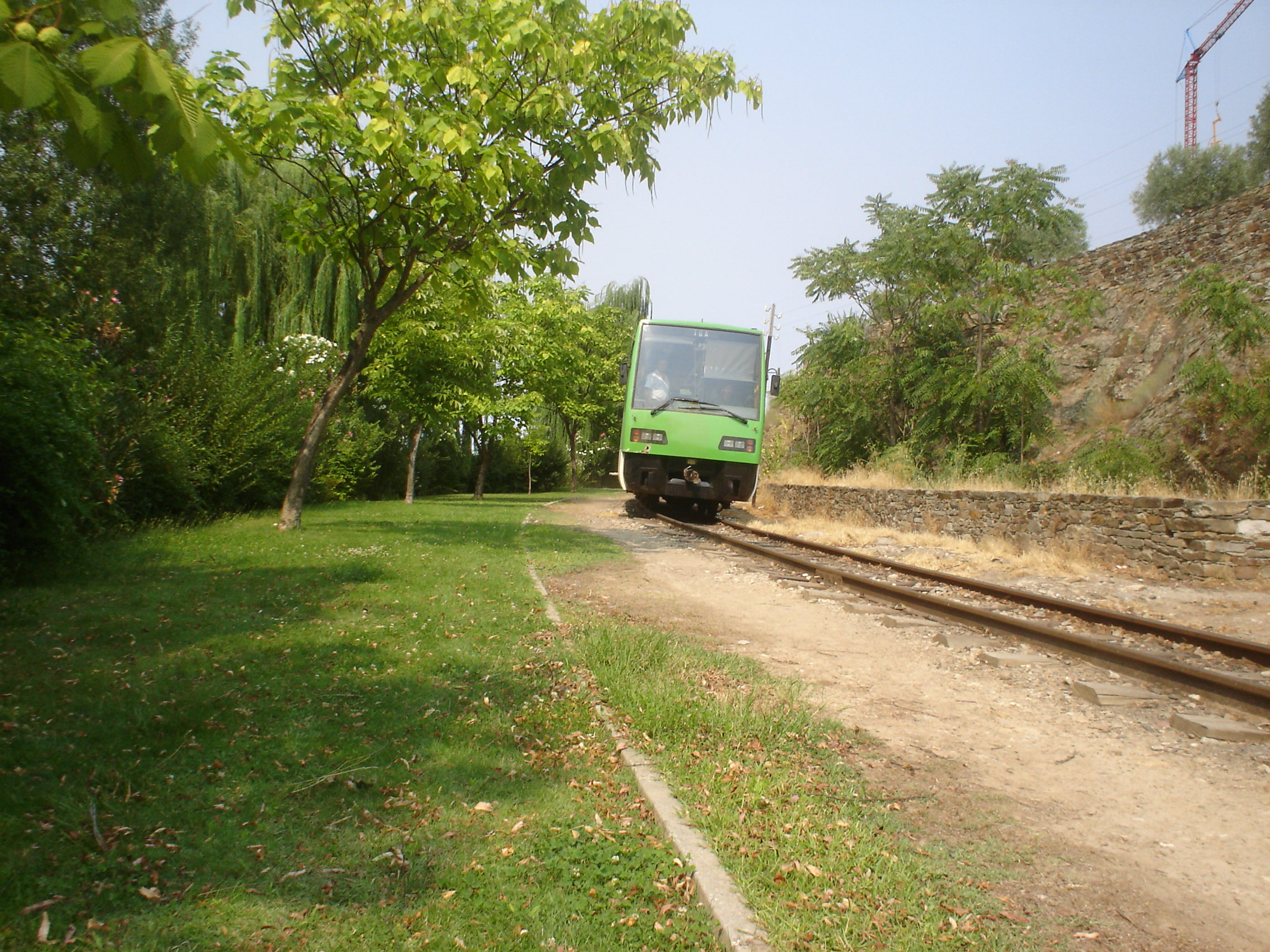
La línea del Túa en Mirandela.

Después del complejo proceso de cierre del tramo Mirandela - Braganza, dividiéndolo en dos trozos entre las localidades de Mirandela, Macedo de Cavaleiros y Braganza, que se produjo entre diciembre de 1991 y finales de 1992, la Cámara Municipal de Mirandela asumió un proyecto arriesgado con la reapertura de parte de esta vía cerrada. De esta forma, nacía en 1995 el Metropolitano de Superficie de Mirandela, aprovechando 4 km de vía cerrada, entre las estaciones de Mirandela y de Carvalhais, asumiendo así el lugar del 2º Metro de Portugal. Aprovechando las dos estaciones mencionadas atrás, más el antiguo apeadero de São Sebastião, fueron creadas adicionalmente las paradas de Tarana, Jacques Delors y Jean Monet. Al igual que los nombres de los automotores que componían la flota inicial del MM, Lisboa, París, Estrasburgo y Bruselas, los nombres de las estaciones nuevas (excepto el de la de Tarana) pretenden ser un homenaje a la Unión Europea, que financió todo este proyecto.
Su propósito original fue el de garantizar a los estudiantes de educación superior de Carvalhais un transporte más fácil. Con el objetivo de extender este concepto a los alumnos de otros niveles de educación, y población en general, fue por lo que se alcanzó un acuerdo para una red de Metro entre Cachão y Carvalhais, sin embargo esto nunca ha llegado a producirse. El tramo entre la estación de Mirandela y la estación de Túa es actualmente explotado por la CP con colaboración del Metro de Mirandela, operando las unidades pertenecientes a este último.